# Ormhalsfåglar
Ormhalsfåglar (Anhingidae) är en familj som omfattar det enda släktet Anhinga. 

## Taxonomi
Traditionellt har familjen placerats i ordningen pelikanfåglar men molekylära och morfologiska studier har visat att denna ordning är parafyletisk.. Ormhalsfåglarna har därför flyttats till den nya ordningen sulfåglar tillsammans med sulor, skarvar och fregattfåglar.

## Egenskaper
Ormhalsfåglarna har en mycket lång, smal hals, smärt kropp och långa vingar. De lever nästan uteslutande av fisk, som de fångar genom att den långa halsen skjuter ut som en harpun och spetsar fisken på den vassa näbben eller griper den mellan näbbhalvorna. I vattnet simmar de mycket djupt med endast huvudet och en bit av halsen ovanför vattenytan. 
Ormhalsfåglarna häckar ofta i blandkolonier tillsammans med skarvar, hägrar och storkar. 

## Arter inom familjen
Tidigare urskildes ofta endast två arter, Anhinga anhinga och Anhinga melanogaster. Efter att den senare delats upp i tre urskiljs numera följande fyra:
- Amerikansk ormhalsfågel (Anhinga anhinga)
- Afrikansk ormhalsfågel (Anhinga rufa)
- Indisk ormhalsfågel (Anhinga melanogaster)
- Australisk ormhalsfågel (Anhinga novaehollandiae)